# Sulidae
I Sulidi (Sulidae Reichenbach, 1849) sono una delle quattro famiglie in cui si suddivide l'ordine dei Suliformi.

## Descrizione
I Sulidi sono grandi uccelli marini, con il piumaggio in prevalenza bianco-nero. Sono lunghi 64–100 cm e pesano 1,5-3,5 kg; il becco è robusto, a forma di cono, con rami finemente seghettati nella parte anteriore. Le zone glabre della faccia, la pelle della gola e i piedi hanno spesso tinte molto vivaci; i piedi sono robusti e provvisti di membrane interdigitali assai sviluppate. Le narici esterne mancano; la respirazione perciò avviene attraverso la bocca, e il palato presenta una conformazione particolare. Le sule sono uccelli dalla corporatura solitamente molto snella e atletica con ali lunghe e appuntite, utili per i frequenti tuffi effettuati per cibarsi di pesce.

## Tassonomia ed evoluzione

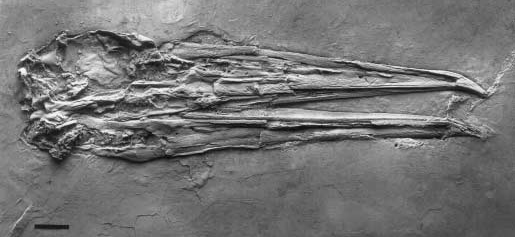
Cranio di Masillastega rectirostris

I sulidi sono imparentati ad altri uccelli acquatici che, come loro, mancano di narici esterne e una placca incubatrice, ma presentano tutti le quattro dita palmate ed una sacca golare. I parenti viventi più prossimi dei sulidi sono i Phalacrocoracidae (cormorani) e gli Anhingidi (aninghe). Quest'ultimi sono alquanto intermedi tra i sulidi ed i cormorani, ma (come molti cormorani) sono uccelli d'acqua dolce in un clade di uccelli marini, nonché simplesiomorfici con i sulidi ma sinapomorfici con i cormorani per altri aspetti. Per questo, i Sulidae sembrano essere il lignaggio più antico e più distinto dei tre, che pertanto vengono raggruppati nel sottordine Sulae. Al suo interno, i sulidi sono in genere collocati semplicemente come una famiglia; talvolta la superfamiglia Suloidea viene riconosciuta, in cui alcune delle forme estinte primitive (come ad esempio Empheresula, Eostega e Masillastega) sono poste come distinte linee basali dai sulidi viventi. Tuttavia, l'ipotizzata famiglia Pseudosulidae (o Enkurosulidae) è quasi certamente invalida.
I Sulae erano tradizionalmente incluse nei Pelecaniformes nella sua obsoleta circoscrizione parafiletica. Ma pellicani, la famiglia omonima di Pelecaniformes, sono in realtà maggiormente imparentati con aironi, ibis e spatole, umbrette e becchi a scarpa che a sulidi e affini. In riconoscimento di ciò, è stata proposta la separazione di Sulae da Pelecaniformes, e l'assegnazione di Sulae in un nuovo ordine, Phalacrocoraciformes, che comprende anche le fregate (Fregatidae) e uno o più lignaggi preistorici che oggi sono completamente estinti. La World Bird List IOC utilizza Suliformes come nome dell'ordine proposto.
All'interno della famiglia, sono stati riconosciuti tre generi viventi: Sula (6 specie), Papasula (1 specie), Morus (3 specie). Uno studio del 2011 su più geni ha rivelato che la sula di Abbott era più basale rispetto a tutte le altre sule, e probabilmente si erano distanziata dagli altri due generi circa 22 milioni di anni fa, mentre gli antenati delle sule e le sule moderne si sono divise circa 17 milioni di anni fa. Il più recente antenato comune di tutte le sule visse nel Miocene superiore, circa 6 milioni di anni fa, dopo di che le varie sule divennero costantemente divergenti. Il genere Morus si è separato dagli altri generi piuttosto recentemente, solo circa 2,5 milioni di anni fa.

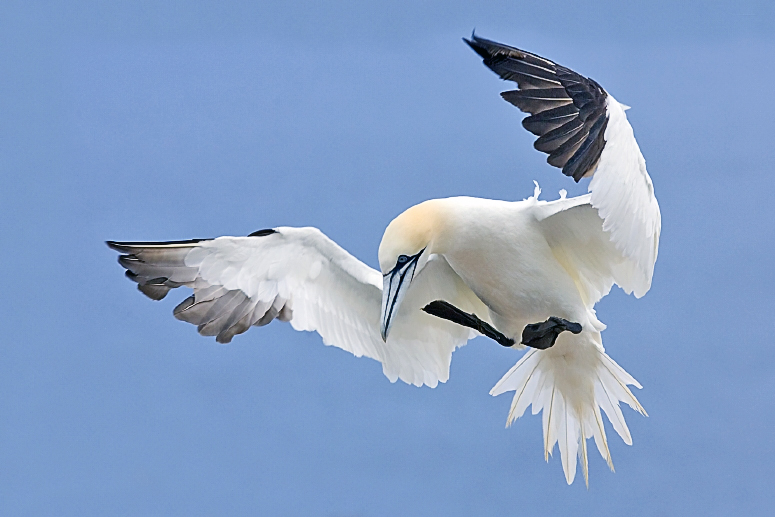
Una sula settentrionale (Morus bassanus) si prepara ad atterrare.

Cladogramma che mostra i vari generi di sulidi all'interno della famiglia:
|  | Sula settentrionale (Morus bassanus)                                                                 |
|  | |
|  | \| \| Sula australiana (Morus serrator) \| \| \| \| \| \| Sula del Capo (Morus capensis) \| \| \| \| |
|  | |
|  | Sula australiana (Morus serrator)                                                                    |
|  | |
|  | Sula del Capo (Morus capensis)                                                                       |
|  | |

|  | Sula australiana (Morus serrator) |
|  |                                   |
|  | Sula del Capo (Morus capensis)    |
|  |                                   |

|  | Sula mascherata (Sula dactylatra) |
|  |                                   |
|  | Sula di Nazca (Sula granti)       |
|  |                                   |

|  | Sula piediazzurri (Sula nebouxii) |
|  |                                   |
|  | Sula del Perù (Sula variegata)    |
|  |                                   |

|  | Sula mascherata (Sula dactylatra) |
|  |                                   |
|  | Sula di Nazca (Sula granti)       |
|  |                                   |

|  | Sula piediazzurri (Sula nebouxii) |
|  |                                   |
|  | Sula del Perù (Sula variegata)    |
|  |                                   |

|  | Sula mascherata (Sula dactylatra) |
|  |                                   |
|  | Sula di Nazca (Sula granti)       |
|  |                                   |

|  | Sula piediazzurri (Sula nebouxii) |
|  |                                   |
|  | Sula del Perù (Sula variegata)    |
|  |                                   |

|  | Sula mascherata (Sula dactylatra) |
|  |                                   |
|  | Sula di Nazca (Sula granti)       |
|  |                                   |

|  | Sula piediazzurri (Sula nebouxii) |
|  |                                   |
|  | Sula del Perù (Sula variegata)    |
|  |                                   |

|  | Sula mascherata (Sula dactylatra) |
|  |                                   |
|  | Sula di Nazca (Sula granti)       |
|  |                                   |

|  | Sula piediazzurri (Sula nebouxii) |
|  |                                   |
|  | Sula del Perù (Sula variegata)    |
|  |                                   |

|  | Sula mascherata (Sula dactylatra) |
|  |                                   |
|  | Sula di Nazca (Sula granti)       |
|  |                                   |

|  | Sula piediazzurri (Sula nebouxii) |
|  |                                   |
|  | Sula del Perù (Sula variegata)    |
|  |                                   |

|  | Sula mascherata (Sula dactylatra) |
|  |                                   |
|  | Sula di Nazca (Sula granti)       |
|  |                                   |

|  | Sula piediazzurri (Sula nebouxii) |
|  |                                   |
|  | Sula del Perù (Sula variegata)    |
|  |                                   |

|  | Sula mascherata (Sula dactylatra) |
|  |                                   |
|  | Sula di Nazca (Sula granti)       |
|  |                                   |

|  | Sula piediazzurri (Sula nebouxii) |
|  |                                   |
|  | Sula del Perù (Sula variegata)    |
|  |                                   |

|  | Sula settentrionale (Morus bassanus)                                                                 |
|  | |
|  | \| \| Sula australiana (Morus serrator) \| \| \| \| \| \| Sula del Capo (Morus capensis) \| \| \| \| |
|  | |
|  | Sula australiana (Morus serrator)                                                                    |
|  | |
|  | Sula del Capo (Morus capensis)                                                                       |
|  | |

|  | Sula australiana (Morus serrator) |
|  |                                   |
|  | Sula del Capo (Morus capensis)    |
|  |                                   |

|  | Sula mascherata (Sula dactylatra) |
|  |                                   |
|  | Sula di Nazca (Sula granti)       |
|  |                                   |

|  | Sula piediazzurri (Sula nebouxii) |
|  |                                   |
|  | Sula del Perù (Sula variegata)    |
|  |                                   |

|  | Sula mascherata (Sula dactylatra) |
|  |                                   |
|  | Sula di Nazca (Sula granti)       |
|  |                                   |

|  | Sula piediazzurri (Sula nebouxii) |
|  |                                   |
|  | Sula del Perù (Sula variegata)    |
|  |                                   |

|  | Sula mascherata (Sula dactylatra) |
|  |                                   |
|  | Sula di Nazca (Sula granti)       |
|  |                                   |

|  | Sula piediazzurri (Sula nebouxii) |
|  |                                   |
|  | Sula del Perù (Sula variegata)    |
|  |                                   |

|  | Sula mascherata (Sula dactylatra) |
|  |                                   |
|  | Sula di Nazca (Sula granti)       |
|  |                                   |

|  | Sula piediazzurri (Sula nebouxii) |
|  |                                   |
|  | Sula del Perù (Sula variegata)    |
|  |                                   |

|  | Sula mascherata (Sula dactylatra) |
|  |                                   |
|  | Sula di Nazca (Sula granti)       |
|  |                                   |

|  | Sula piediazzurri (Sula nebouxii) |
|  |                                   |
|  | Sula del Perù (Sula variegata)    |
|  |                                   |

|  | Sula mascherata (Sula dactylatra) |
|  |                                   |
|  | Sula di Nazca (Sula granti)       |
|  |                                   |

|  | Sula piediazzurri (Sula nebouxii) |
|  |                                   |
|  | Sula del Perù (Sula variegata)    |
|  |                                   |

|  | Sula mascherata (Sula dactylatra) |
|  |                                   |
|  | Sula di Nazca (Sula granti)       |
|  |                                   |

|  | Sula piediazzurri (Sula nebouxii) |
|  |                                   |
|  | Sula del Perù (Sula variegata)    |
|  |                                   |

|  | Sula mascherata (Sula dactylatra) |
|  |                                   |
|  | Sula di Nazca (Sula granti)       |
|  |                                   |

|  | Sula piediazzurri (Sula nebouxii) |
|  |                                   |
|  | Sula del Perù (Sula variegata)    |
|  |                                   |

|  | Sula settentrionale (Morus bassanus)                                                                 |
|  | |
|  | \| \| Sula australiana (Morus serrator) \| \| \| \| \| \| Sula del Capo (Morus capensis) \| \| \| \| |
|  | |
|  | Sula australiana (Morus serrator)                                                                    |
|  | |
|  | Sula del Capo (Morus capensis)                                                                       |
|  | |

|  | Sula australiana (Morus serrator) |
|  |                                   |
|  | Sula del Capo (Morus capensis)    |
|  |                                   |

|  | Sula mascherata (Sula dactylatra) |
|  |                                   |
|  | Sula di Nazca (Sula granti)       |
|  |                                   |

|  | Sula piediazzurri (Sula nebouxii) |
|  |                                   |
|  | Sula del Perù (Sula variegata)    |
|  |                                   |

|  | Sula mascherata (Sula dactylatra) |
|  |                                   |
|  | Sula di Nazca (Sula granti)       |
|  |                                   |

|  | Sula piediazzurri (Sula nebouxii) |
|  |                                   |
|  | Sula del Perù (Sula variegata)    |
|  |                                   |

|  | Sula mascherata (Sula dactylatra) |
|  |                                   |
|  | Sula di Nazca (Sula granti)       |
|  |                                   |

|  | Sula piediazzurri (Sula nebouxii) |
|  |                                   |
|  | Sula del Perù (Sula variegata)    |
|  |                                   |

|  | Sula mascherata (Sula dactylatra) |
|  |                                   |
|  | Sula di Nazca (Sula granti)       |
|  |                                   |

|  | Sula piediazzurri (Sula nebouxii) |
|  |                                   |
|  | Sula del Perù (Sula variegata)    |
|  |                                   |

|  | Sula mascherata (Sula dactylatra) |
|  |                                   |
|  | Sula di Nazca (Sula granti)       |
|  |                                   |

|  | Sula piediazzurri (Sula nebouxii) |
|  |                                   |
|  | Sula del Perù (Sula variegata)    |
|  |                                   |

|  | Sula mascherata (Sula dactylatra) |
|  |                                   |
|  | Sula di Nazca (Sula granti)       |
|  |                                   |

|  | Sula piediazzurri (Sula nebouxii) |
|  |                                   |
|  | Sula del Perù (Sula variegata)    |
|  |                                   |

|  | Sula mascherata (Sula dactylatra) |
|  |                                   |
|  | Sula di Nazca (Sula granti)       |
|  |                                   |

|  | Sula piediazzurri (Sula nebouxii) |
|  |                                   |
|  | Sula del Perù (Sula variegata)    |
|  |                                   |

|  | Sula mascherata (Sula dactylatra) |
|  |                                   |
|  | Sula di Nazca (Sula granti)       |
|  |                                   |

|  | Sula piediazzurri (Sula nebouxii) |
|  |                                   |
|  | Sula del Perù (Sula variegata)    |
|  |                                   |

|  | Sula settentrionale (Morus bassanus)                                                                 |
|  | |
|  | \| \| Sula australiana (Morus serrator) \| \| \| \| \| \| Sula del Capo (Morus capensis) \| \| \| \| |
|  | |
|  | Sula australiana (Morus serrator)                                                                    |
|  | |
|  | Sula del Capo (Morus capensis)                                                                       |
|  | |

|  | Sula australiana (Morus serrator) |
|  |                                   |
|  | Sula del Capo (Morus capensis)    |
|  |                                   |

|  | Sula mascherata (Sula dactylatra) |
|  |                                   |
|  | Sula di Nazca (Sula granti)       |
|  |                                   |

|  | Sula piediazzurri (Sula nebouxii) |
|  |                                   |
|  | Sula del Perù (Sula variegata)    |
|  |                                   |

|  | Sula mascherata (Sula dactylatra) |
|  |                                   |
|  | Sula di Nazca (Sula granti)       |
|  |                                   |

|  | Sula piediazzurri (Sula nebouxii) |
|  |                                   |
|  | Sula del Perù (Sula variegata)    |
|  |                                   |

|  | Sula mascherata (Sula dactylatra) |
|  |                                   |
|  | Sula di Nazca (Sula granti)       |
|  |                                   |

|  | Sula piediazzurri (Sula nebouxii) |
|  |                                   |
|  | Sula del Perù (Sula variegata)    |
|  |                                   |

|  | Sula mascherata (Sula dactylatra) |
|  |                                   |
|  | Sula di Nazca (Sula granti)       |
|  |                                   |

|  | Sula piediazzurri (Sula nebouxii) |
|  |                                   |
|  | Sula del Perù (Sula variegata)    |
|  |                                   |

|  | Sula mascherata (Sula dactylatra) |
|  |                                   |
|  | Sula di Nazca (Sula granti)       |
|  |                                   |

|  | Sula piediazzurri (Sula nebouxii) |
|  |                                   |
|  | Sula del Perù (Sula variegata)    |
|  |                                   |

|  | Sula mascherata (Sula dactylatra) |
|  |                                   |
|  | Sula di Nazca (Sula granti)       |
|  |                                   |

|  | Sula piediazzurri (Sula nebouxii) |
|  |                                   |
|  | Sula del Perù (Sula variegata)    |
|  |                                   |

|  | Sula mascherata (Sula dactylatra) |
|  |                                   |
|  | Sula di Nazca (Sula granti)       |
|  |                                   |

|  | Sula piediazzurri (Sula nebouxii) |
|  |                                   |
|  | Sula del Perù (Sula variegata)    |
|  |                                   |

|  | Sula mascherata (Sula dactylatra) |
|  |                                   |
|  | Sula di Nazca (Sula granti)       |
|  |                                   |

|  | Sula piediazzurri (Sula nebouxii) |
|  |                                   |
|  | Sula del Perù (Sula variegata)    |
|  |                                   |

La famiglia dei Sulidi comprende 10 specie. Le differenze morfologiche riguardano il colore del piumaggio, del becco e delle zampe e la taglia (che varia, per quanto riguarda la lunghezza, da 64 a 100 centimetri). Tuttavia, la distribuzione geografica differisce da una specie all'altra, ed esistono anche alcune varianti nelle parate nuziali, nelle pratiche di nidificazione e nei sistemi di pesca. Alcuni ornitologi le classificano perciò in due gruppi distinti: il primo gruppo (genere Morus) comprende la sula settentrionale, la sula del Capo e la sula australiana; il secondo gruppo (generi Papasula e Sula) riunisce le sule tropicali e quelle subtropicali, uccelli più piccoli e più colorati, che si tuffano da altezze inferiori e si avventurano in acque meno profonde degli esemplari del genere Morus.
| Specie di Sule                                   | Specie di Sule | Specie di Sule |
| Nome comune e binomiale                          | Immagine       | Distribuzione |
| ------------------------------------------------ | -------------- | --- |
| Sula settentrionale (Morus bassanus)             |                | Europa occidentale e Nord America |
| Sula del Capo (Morus capensis)                   |                | Da ovest a sud-ovest della costa africana |
| Sula australiana (Morus serrator o Sula bassana) |                | Australia e Nuova Zelanda |
| Sula di Abbott (Papasula abbotti)                |                | Isola di Natale |
| Sula piediazzurri (Sula nebouxii)                |                | Oceano Pacifico orientale, dalla California alle isole Galápagos fino al Perù |
| Sula mascherata (Sula dactylatra)                |                | Oceani tropicali tra il 30º parallelo nord e il 30º parallelo sud. Nell'Oceano Indiano si estende dalle coste della penisola arabica e dell'Africa orientale fino a Sumatra e all'Australia occidentale |
| Sula di Nazca (Sula granti)                      |                | Oceano Pacifico orientale, dalle isole della Baja California alle isole Galápagos e Isla de la Plata in Ecuador e Malpelo in Colombia                                                                   |
| Sula fosca (Sula leucogaster)                    |                | Aree pantropiche degli oceani Atlantico e Pacifico |
| Sula piedirossi (Sula sula)                      |                | Isole di Natale e Galápagos |
| Sula del Perù (Sula variegata)                   |                | Coste del Sud America, dal Perù al Cile |

La documentazione fossile dei solidi è piuttosto estesa grazie alle numerose forme risalenti al Miocene/Pliocene recuperate. Ma il lignaggio dei sulidi risale al Eocene, e tutto (come la primitiva fregata eocenica Limnofregata) considerato, i sulidi sembrano essersi discostato dalla stirpe che portò alla comparsa di cormorani e aninghe circa 50 milioni di anni fa. La radiazione evolutiva iniziale formò un numero di generi che sono ora completamente estinti, come la primitiva sula d'acqua dolce Masillastega, o il bizzarro Rhamphastosula (che presentava un becco simile nella forma a quello degli aracari). I generi moderni si sono evoluti (come molti altri generi viventi di uccelli) attorno al limite Oligocene-Miocene, circa 23 milioni di anni fa. Microsula, che visse in quel periodo, sembra essere stata una primitiva sula che aveva ancora molti simplesiomorfie con le sule del genere Morus. Come gli altri Phalacrocoraciformes, i sulidi si sono originati nella regione generale dell'Atlantico o del mare Tetide occidentale (quest'ultima ipotesi è la più probabile, dato che i primi fossili di sule sono abbondanti in Europa ma assenti dai depositi americani contemporanei ben studiati.
I sulidi preistorici (o suloidi) conosciuti solo dai fossili sono:
- Masillastega (Eocene inferiore della Messel, Germania) - potrebbe appartenere ad Eostega
- Eostega (Eocene superiore di Cluj-Manastur, Romania) - potrebbe includere Masillastega
- Sulidae gen. et sp. INDET. (Oligocene superiore della Germany) - Empheresula?[7]
- Sulidae gen. et sp. INDET. (Fine Oligocene della Carolina del Sud, Stati Uniti) - Microsula?[8]
- Empheresula (Oligocene superiore di Gannat, Francia - Miocene medio di Steinheimer Becken, Germania) - tra cui "Sula" arvernensis, "Parasula"[9]
- Microsula (Oligocene superiore della Carolina del Sud, Stati Uniti - Miocene medio dell'Austria) - potrebbe appartenere a Morus o Sula, include "Sula" avita, "S." pygmaea, Enkurosula, "Pseudosula"[10]
- Sarmatosula (Miocene medio di Credinţa, Romania)
- Miosula (Miocene superiore della California)
- Palaeosula (Pliocene inferiore? della California)
- Rhamphastosula (Pliocene inferiore del Perù)
- Bimbisula (Pliocene medio della Carolina del Sud)[11]
- Sulidae gen. et sp. INDET. (Fine Pliocene della Valle di Fine, Italia) - Morus?[12]

Per le specie estinte dei generi esistenti, vedi gli articoli del genere.
La specie Prophalacrocorax ronzoni dell'Oligocene inferiore, di Ronzon, in Francia, è stato variamente collocato tra i mergini, nel genere Mergus, in Sula, e - dopo che un genere distinto è stato stabilito per esso - nei Phalacrocoracidae. Anche se è probabile che appartenga a Sulae e possa essere stato un antico sulide (o suloide), dei tre posizionamenti esplicitamente proposti, nessuno sembra essere corretto.

## Biologia

### Alimentazione
Le sule si nutrono di pesci e di calamari che catturano sia gettandosi in picchiata da notevoli altezze, sia tuffandosi quando già volano a pelo d'acqua; infatti non usano prelevare la loro preda dall'alto verso il basso, ma se ne impadroniscono quando ritornano in superficie. Questa è una delle ragioni per le quali le sule non si immergono mai a grandi profondità mentre cacciano la preda, sospingendosi in avanti con la forza propellente prodotta sia dai piedi sia dalle ali.
La dieta principale della sula settentrionale è costituita da aringhe, sgombri, anguille della sabbia e pesci simili. Anche se quasi tutti questi pesci hanno un valore commerciale, è poco probabile che le sule possano danneggiarne la pesca. Dunque, se la pesca delle aringhe e di altri pesci nel Mare del Nord è in continua flessione, questo è dovuto solo a un eccesso di pesca e non alle sule, la cui popolazione al contrario è in continuo aumento. Non sembra esservi dunque alcuna connessione diretta fra la popolazione degli uccelli e quella dei pesci. Le sule australiane, infine, si nutrono prevalentemente di acciughe, anche se catturano una gran varietà di altri pesci.
È uno spettacolo affascinante vedere uno stormo di sule che va in cerca di cibo. Si precipitano fragorosamente in mare, con le ali piegate ad angolo da un'altezza di 30 m o anche più. Sembra una pioggia continua di sule in picchiata che spariscono in spruzzi di schiuma. Poi riemergono, risalgono sulle rocce, riprendono a volare per riunirsi ai compagni che compiono vasti giri in aria e poi ricominciano a tuffarsi in picchiata.
L'impatto sull'acqua a una velocità di circa 160 km/h è tale che, ripetuto continuamente, provocherebbe ferite o danni notevoli, se questi uccelli non fossero dotati di una speciale protezione. Le sule infatti hanno una struttura cranica estremamente robusta per proteggere il cervello da questi colpi violenti e, inoltre, hanno un complicato sistema di sacche d'aria presenti in tutta la testa che servono ad attutire l'impatto.

### Struttura sociale
Le colonie di sule si trovano di solito abbarbicate su piccole isole costiere o talvolta anche su scogli simili a ripide torri sporgenti dal mare, come nel caso della Bass Rock nel Firth of Forth, o della Bird Rock (letteralmente «Roccia degli Uccelli») nel Golfo di San Lorenzo.
I nidi vengono costruiti gli uni vicini agli altri, distanti a volte soltanto 60 cm, cosicché le cime delle rocce o delle isole sono tutte imbiancate da miriadi di uccelli.
A febbraio, quando ancora i venti invernali e le tempeste si abbattono con furia sulle rocce, i maschi giungono nelle colonie per riprendere possesso dei nidi da loro lasciati l'anno precedente o, se nidificano per la prima volta, volano a bassa quota in cerca di nidi abbandonati. Le lotte sono frequenti, sia per la difesa del nido, sia per la caccia ai numerosi intrusi; si tratta di vere lotte e non di finte, come succede spesso fra gli uccelli che nidificano in fitte colonie. Allora le sule si afferrano per il becco, per la testa o per il collo, dando terribili scossoni, cercando di torcere il collo dell'avversario e, a volte, possono sferrare attacchi per due ore di seguito.

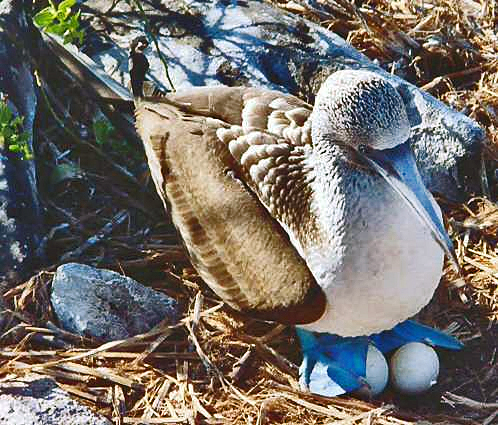
Una sula piediazzurri (Sula nebouxii) cova le sue uova.

### Corteggiamento
L'ornitologo Bryan Nelson, che per diversi anni studiò le sule di Bass Rock, ritiene che originariamente le sule nidificassero sulle sporgenze o sulle pareti rocciose e che abbiano cominciato a nidificare sulle superfici piane solo recentemente. Tale ipotesi spiegherebbe molti aspetti del comportamento di questi uccelli marini. Quando infatti gli uccelli che nidificano sugli strapiombi si battono, uno dei due inevitabilmente precipiterà, il che mette fine alla lotta. Adesso, le sule continuano a lottare per ore di seguito afferrandosi per il becco e nessuno dei due antagonisti sembra in grado di liberarsi dell'altro. La combattività delle sule non vien meno neppure nel periodo del corteggiamento. Le femmine vengono beccate sia durante l'accoppiamento, sia ogni volta che il maschio ritorna al nido, dopo esser andato a caccia di cibo.
I nidi sono formati da larghe e compatte pile di alghe marine, erba, terra e di qualsiasi oggetto trovato fra i rifiuti che il mare butta a riva, anche i più eterogenei, quali reti per i pesci e scatole di latta. Tra tali oggetti si è trovato anche un orologio d'oro e una dentiera. La pila viene cementata con escrementi e, quindi, utilizzata come trampolino per il decollo, dato che le sule hanno difficoltà ad alzarsi in volo dal terreno.

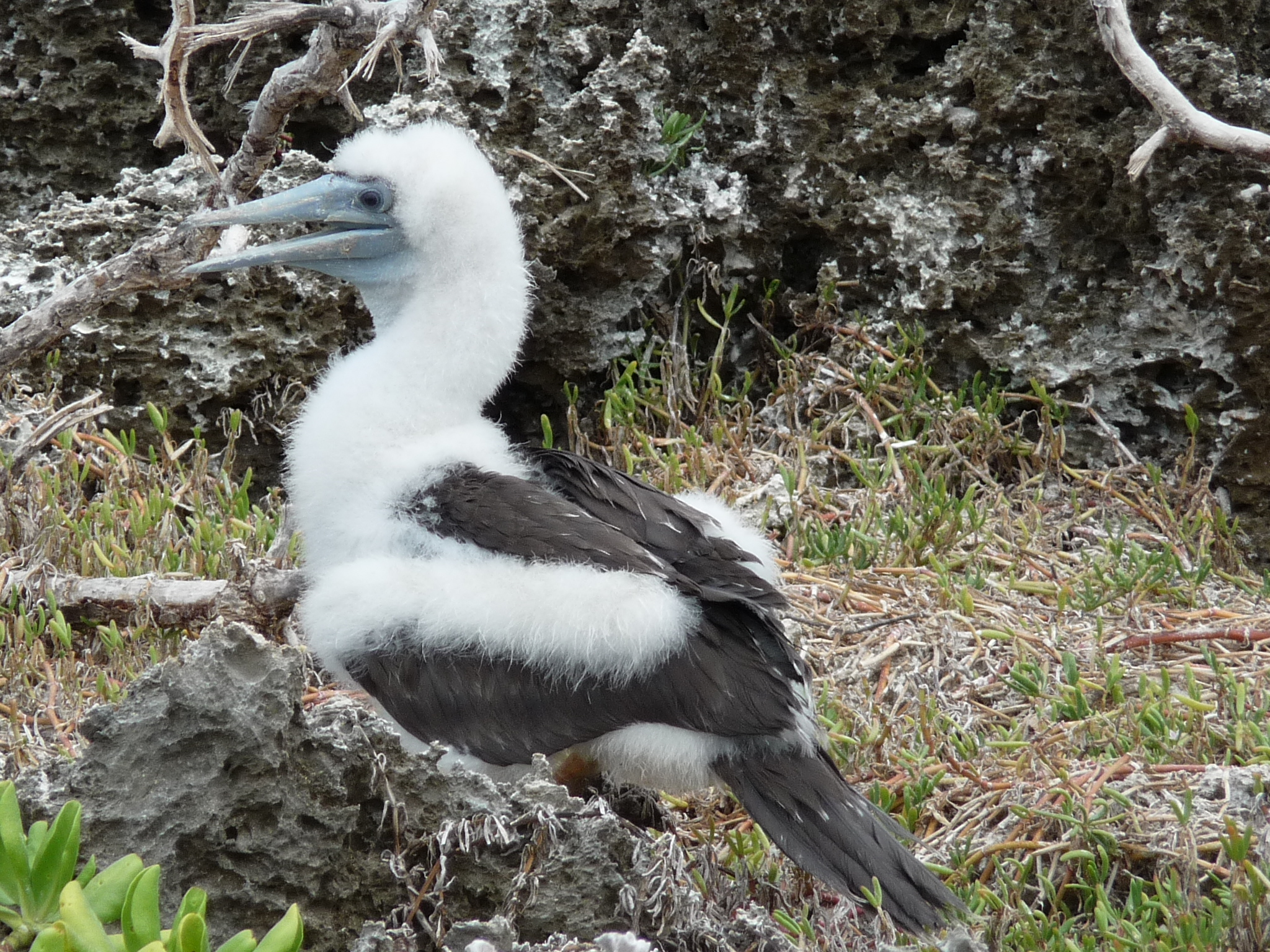
Un immaturo di sula fosca (Sula leucogaster) ancora ricoperto di piumino.

### Riproduzione
L'unico uovo che viene deposto è grande circa 7,5 cm, trasparente e di un azzurro pallido all'inizio, poi bianco calcareo. Appena deposto l'uovo, la femmina ripiega la coda sotto il suo corpo, come a dirigere e a mantenere l'uovo nel nido. Questo è un altro indizio del fatto che originariamente questi uccelli nidificavano sulle cornici a strapiombo, dove era necessario impedire all'uovo di ruzzolare di sotto. Dato che le sule sono prive della «macchia di incubazione», cioè di una zona nuda sul ventre, coprono la covata con le membrane dei piedi.
L'uovo, disposto longitudinalmente al corpo, è mantenuto caldo dalle due zampe palmate che lo serrano lateralmente e che si sovrappongono nella parte inferiore. Entrambi i genitori collaborano alla covata con turni di uno o due giorni l'uno.
Dopo un periodo di incubazione di circa 44 giorni, nasce un piccolo completamente nudo, che si ricopre ben presto di morbide piume. All'inizio, si tiene in piedi sulle zampe dei genitori, ma dopo un poco è già in grado di mantenersi in equilibrio da solo nel nido, mentre i genitori si allontanano in cerca di cibo. A Bass Rock i piccoli vengono nutriti con sgombri, che prelevano dalla gola dei genitori, dopo avervi letteralmente infilato dentro la testa.
A due mesi, i piccoli, ormai completamente rivestiti di piume, vengono abbandonati dai genitori e devono cavarsela da soli. Quindi saltano fuori dal nido e con un po' di fortuna cominciano subito a volare. Altrimenti, si devono far strada fra la colonia fino a raggiungere lo strapiombo, ma capita sovente che vengano colpiti a morte dalle altre sule. Una volta in aria le giovani sule volano abbastanza bene, ma una volta posatesi in mare non riescono più a sollevarsi. Appena lasciato il nido sono infatti molto grasse, perciò passa un certo tempo prima che perdano il peso eccessivo e siano di nuovo in grado di volare e di pescarsi il cibo per conto loro.

## Conservazione
Sulle alte e impervie rocce ove sorgono le loro colonie le sule sono al sicuro da qualsiasi predatore mammifero; solo l'uomo ha violato i loro territori a Saint Kilda, impossessandosi dei giovani e degli animali che covavano, e a Bird Rock, ove, con la costruzione di un faro, si è resa accessibile la locale colonia. Inutile dire che si è riusciti a distruggerla quasi completamente, uccidendone gli uccelli per servirsene da esca per la pesca.
Comunque, i principali nemici delle colonie sono i gabbiani reali e i mugnaiacci, che spesso s'impossessano delle uova. Anche gli storni attaccano gli adulti, obbligandoli a rigurgitare il cibo che portano ai loro piccoli.